# Scleropilio
Scleropilio is een geslacht van hooiwagens uit de familie Phalangiidae (Echte hooiwagens).
De wetenschappelijke naam Scleropilio is voor het eerst geldig gepubliceerd door Roewer in 1911. 

## Soorten
Scleropilio is monotypisch en omvat slechts de volgende soort:
- Scleropilio insolens